# Werk Verle

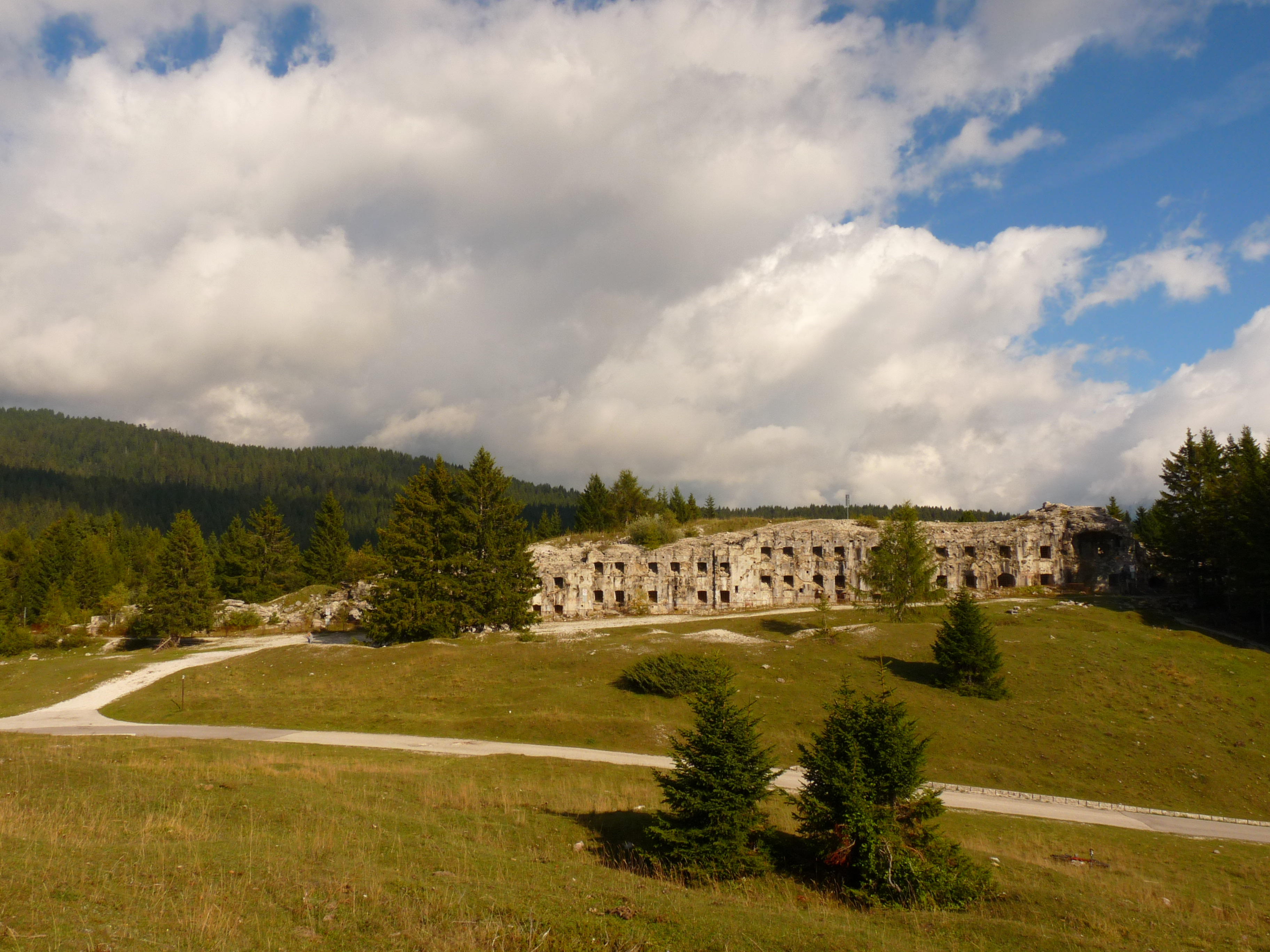
Werk Verle – Kehlseite des Kasemattblocks. Links vom Weg hinter dem einzelnen Baum befinden sich die Überreste der Nahkampfanlage

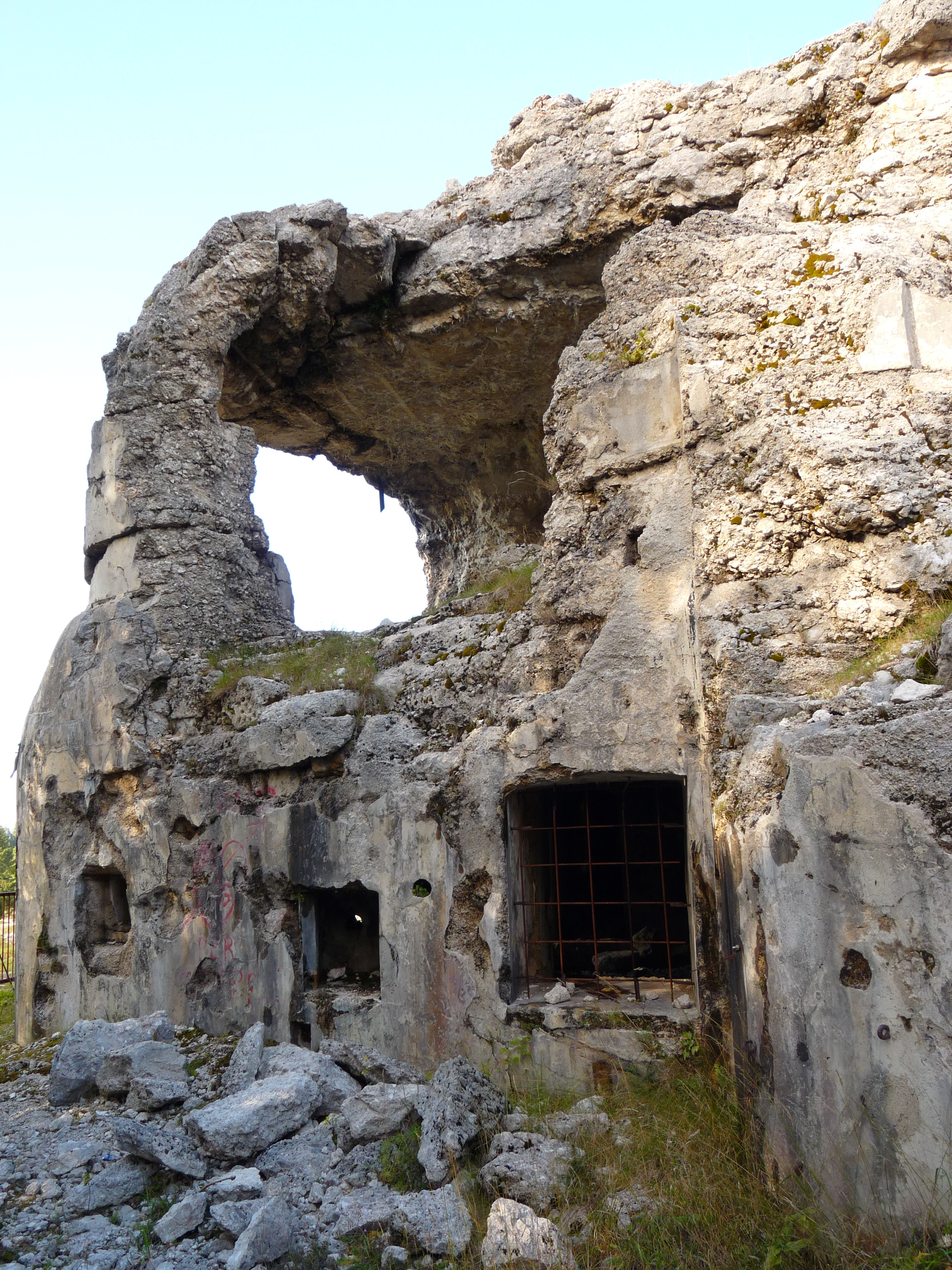
Überreste des Kehlkoffers und der Traditorenbatterie von Süden gesehen

Das Werk Verle war eines von insgesamt sieben Festungswerken (Forts) der Sperre Lavarone-Folgaria und damit Teil des an der Reichsgrenze zu Italien errichteten österreichisch-ungarischen Befestigungsriegels. Es liegt oberhalb des Val Sugana und südlich der Ortschaft Levico Terme bzw. des Lago di Caldonazzo südöstlich von Trient auf der Hochfläche von Lavarone-Folgaria. Die offizielle Bezeichnung der k.u.k.-Militärverwaltung lautete „Werk Verle“, auf italienischen Karten finden sich auch die Bezeichnungen „Ex Forte di Busa Verle“ sowie „Forte la Pozzona“.
Baubeginn war der 22. Oktober 1908, die Fertigstellung erfolgte am 30. März 1913. Für die Planung war der Hauptmann des Geniestabes von Lehmayer verantwortlich. Als Kriegsbesatzung waren drei Offiziere und 233 Mannschaften vorgesehen.

## Lage
Das Werk liegt in einer Höhe von 1508 Metern über dem Meeresspiegel zwischen der Cima Vezzena (2015 m) und dem Vezzena-Pass (1417 m) in sehr exponierter Stellung, da es hier von dem italienischen Forte Monte Verena, das sieben Kilometer in südöstlicher Richtung und 500 Meter höher liegt, voll eingesehen und beschossen werden konnte. Dagegen konnten die Turmhaubitzen M9 des Werks Verle trotz ihrer maximalen Reichweite von 7,3 Kilometern das Fort Monte Verena wegen des Höhenunterschieds nicht erreichen.

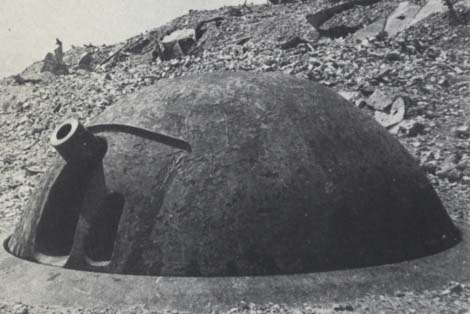
Geschützpanzerturm

Als Beobachtungsstation für Verle in das nicht einsehbare Suganertal (Val Sugana, auch Val Brenta genannt) sowie über die Hochfläche diente der benachbarte Posten Vezzena.

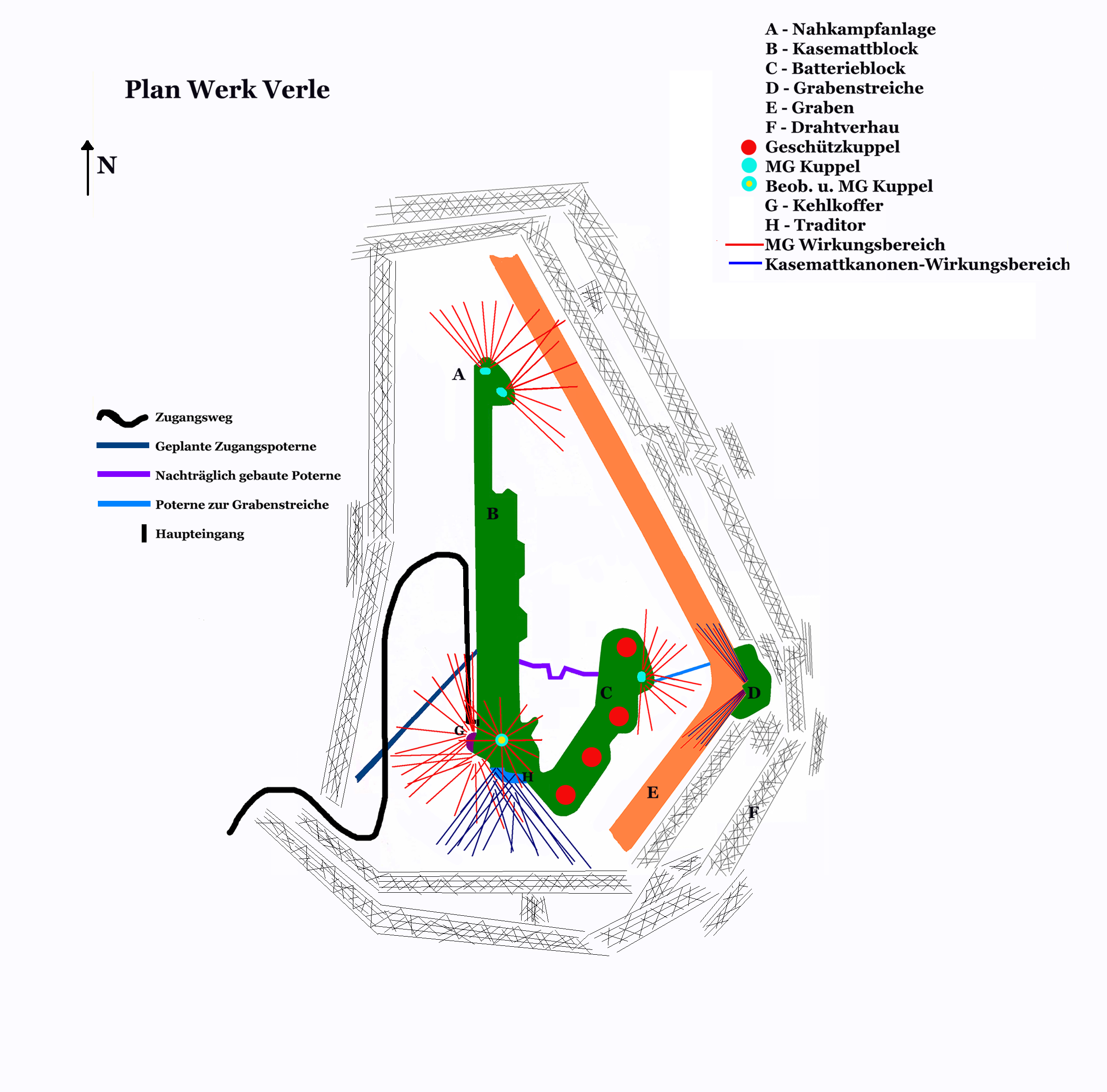
Plan des Werkes Verle

## Das Bauwerk
Werk Verle war als Einheitsfort errichtet, das die Artillerie und die infanteristische Nahverteidigung in einem Werk zusammenfasste. Der Grundriss des Werks bildete ein unregelmäßiges Viereck mit zwei etwa 130 m und 60 m langen Facen (Fronten), einer 130 m langen Kehle und einer 50 m langen rechten Flanke, die eine Innenfläche (ohne Graben) von rund 160 m Breite und 70 m Tiefe umgaben. Ein Graben war nur vor den beiden Fronten vorhanden, der Großteil der Kehle und rechten Flanke wurden durch die Mauern des Kasemattblocks und der Traditorenanlage gebildet. Zwischen der Nahkampfanlage und dem Graben der linken Face befand sich eine Lücke, die nicht durch Mauern geschlossen worden war. Diese Lücke wurde lediglich durch die Maschinengewehre der Nahkampfanlage gedeckt, die Sturmfreiheit durch das später errichtete Stacheldrahtverhau hergestellt. Das Fort war mit getrenntem Batterie- und Kasemattblock angelegt, die über die Traditorenanlage und eine kurze Poterne verbunden waren. Der Batterieblock mit den vier 10-cm-Haubitzen in Panzerkuppeln als Hauptbewaffnung bildete die rechten Face, lag somit vor dem Kasemattblock und zugleich erheblich tiefer. Die Rückseite des Kasemattblocks bildete zugleich die Kehle, in ihm befanden sich die Unterkünfte und technischen Einrichtungen wie das Notstromaggregat (das Werk war an die reguläre Stromversorgung angeschlossen) und die Telefonzentrale, ferner eine Zisterne, eine Gruft für mehrere Särge und anderes. Am rechten Kehlpunkt ging der Kasemattblock direkt in den Kehlkoffer mit 3 × 2 Maschinengewehren und die Traditorenanlage mit zwei 8-cm-Minimalschartenkanonen über. Dazu kamen die in der Contrescarpe eingebaute Grabenstreiche mit vier 6-cm-Kasemattkanonen und zwei Maschinengewehren vom Typ Schwarzlose M07/12 und eine Nahkampfanlage mit 2 × 2 Maschinengewehren am linken Kehlpunkt. Als sich abzuzeichnen begann, dass Italien seine Neutralität zugunsten der Alliierten aufgeben und in den Krieg eintreten würde, wurde die Anlage mit einem 30 bis 50 Meter breiten Stacheldrahthindernis umgeben. Dieses bestand aus in den Boden gerammten Winkeleisen mit Aussparungen zum Einhängen des Drahts und auch Rundeisen, die in regelmäßigen Abständen ringelförmig verdreht waren. Da es die heutigen Drahtrollensysteme noch nicht gab, wurden die Drähte straff kreuz und quer gespannt. Im Zufahrtsbereich kamen auch Spanische Reiter zum Einsatz.

### Bewaffnung
- 4 × 10-cm-Turmhaubitze T.H. M.9 unter drehbaren Panzerkuppeln
- 2 × 8-cm-Minimalschartenkanonen M.5/9 als Flankierungsbatterie in Richtung des Nachbarwerks Lusern
- 4 × 6-cm-Kasemattkanonen M.10 als Nahverteidigung in der Frontgrabenstreiche
- 15 × Maschinengewehre Schwarzlose M 07/12 in:
  - 4 × Panzerkasematten mit je zwei Maschinengewehren
  - 3 × Panzerkuppeln mit je zwei Maschinengewehren
  - 1 × drehbarer Beobachtungsstand mit einem Maschinengewehr

## Bauweise
Das Festungswerk war vollständig aus Beton erbaut, der jedoch nur teilweise armiert war. Die Werksdecke bestand aus einer 2,15 m starken Lage aus Stampfbeton, deren oberste Schicht mit 2 cm starken Rundeisen im Abstand von 50 cm bewehrt war. Die Betondecken lagen auf sogenannten I-Trägern (auch Doppel-T-Träger genannt) auf, die ein Abplatzen größerer Deckenteile verhinderten und Energie der Geschosse auf die Seitenwände übertrugen. Zwischen den Trägern wurden Stahlbleche eingelegt, um ein Herunterfallen von abgeplatzten Betonstücken zu vermeiden. Hierbei war die Anzahl und Größe der Träger je nach Raum unterschiedlich. 
Das Werk wurde zwar weitgehend versenkt, war aber nicht unterirdisch angelegt: Der Batterieblock wurde in eine ausgehobene Baugrube hineingebaut, wobei die Rückseite in die dahinter liegende Felswand überging. Der Kasemattblock war nur feindseitig an den Felsen angefügt, Decke und Kehlfront bestanden freistehend aus Beton. Die Fenster der Kehlseite konnten mit Stahlläden verschlossen werden. Auch die ursprüngliche Poterne zwischen Kasemattblock und Batterieblock war nur versenkt und nicht unterirdisch durch den gewachsenen Fels getrieben, sie setzte im Obergeschoss der Traditorenanlage an. Die Geschütze und Maschinengewehre waren in Panzerkuppeln auf den Decken oder in flankierenden Mauerscharten hinter Panzerplatten (sog. Kasemattpanzer) eingebaut. Die Werksdecke war mit verzinktem Blech abgedeckt so gegen Witterungseinflüsse geschützt.
Die Werke Verle und Lusern sind noch deutlich kompakter gebaut als die etwas später errichteten Werke Gschwent und Serrada, die größere Abstände zwischen den einzelnen Blöcken aufweisen und so die Trefferlage verringerten.

### Batterieblock
Der Batterieblock weist mit seiner Front in etwa nach Südosten, wobei er zwischen der zweiten und dritten Geschützpanzerkuppel einen ausspringenden Winkel aufweist. Der Abstand zwischen dem dritten und vierten Geschütz ist größer gehalten als zwischen den anderen, da sich in diesem Bereich eine gepanzerte Maschinengewehrkuppel befindet. Im Batterieblock befindet sich ein Längsgang, von dem aus Aufgänge zu den höher liegenden Geschütztürmen und zur Maschinengewehr-Panzerkuppel führen. Des Weiteren finden sich hier Zugänge zu drei Munitionsräumen und der Eingang zur Poterne, die zur Grabenstreiche führt. In den Gang integriert sind ferner zwei Bereitschaftsräume für die Besatzung. Am linken Endes des Ganges befand sich ein Notausgang und die Lichtsignalstation zum Posten Vezzena. Am rechten Ende des Ganges, vor dem Übergang zur Poterne in den Kasemattblock, lag eine Scheinwerferstation (für einen Scheinwerfer 25 cm), ein Notausgang und eine Toilette. Bauartbedingt waren die Haubitzen für ein Feuern im negativen Höhenrichtbereich bis zur Elevation von −15° (Einsatz als Depressionsgeschütz) einsetzbar.

### Kasemattblock
Der Kasemattblock (auch Kasemattenblock) bestand aus insgesamt drei Stockwerken, wobei das Kellergeschoss von der Grundfläche her kleiner war als die beiden darüberliegenden. Hier befanden sich ursprünglich nur Vorratsräume, eine Zisterne, sowie die Gruft für die Gefallenen. Er weist nahezu geradlinig nach Norden und ist an seiner rechten Flanke mit dem Batterieblock verbunden.

#### Erdgeschoss
Im Erdgeschoss lag der Eingang der Poterne zur Nahkampfanlage. Außerdem fanden sich hier:
- 1 × Abort
- 2 × Mannschaftsräume
- 1 × Akkumulatorenraum
- 1 × Maschinenraum mit Notstromaggregat
- 1 × Werkstatt
- 1 × Küche
- 4 × Depoträume
- 1 × Arztzimmer
- 1 × Krankenstation mit acht Betten
- 1 × Wachzimmer neben dem Eingang

Außerdem befanden sich hier der untere Teil des Kehlkoffers und in dem zur Felsseite liegenden Hauptgang zwei Stiegenhäuser zum Obergeschoss. Ein weiteres Stiegenhaus zum Obergeschoss lag vor dem Wachzimmer.

#### Obergeschoss
Im Obergeschoss befanden sich zwei Ausgänge auf das Werksverdeck sowie der Zugang zum gepanzerten Beobachtungsstand. Weiterhin:
- 1 × Abort
- 4 × Mannschaftsräume
- 2 × Offiziersunterkünfte
- 1 × Kommandantenzimmer
- 1 × Munitionsmagazin
- 1 × Bereitschaftsraum
- 1 × Telefonzentrale

Hier befanden sich auch der obere Teil des Kehlkoffers und – in dem zur Felsseite liegenden Hauptgang – zwei Stiegenhäuser zum Erdgeschoss. Ein weiteres Stiegenhaus zum Erdgeschoss lag vor dem Bereitschaftsraum. Hier war auch der Zugang zur Poterne, die zum Batterieblock führte und nach dem Bau der Felspoterne aus dem Kellergeschoss in den Batterieblock aufgegeben wurde. Nach der zweiten Phase der Beschießung wurde dieses Stockwerk im September 1915 ebenfalls aufgegeben, der Fußboden mit einer etwa 1 Meter starken Betonschicht aufgefüllt und so die Decke des Erdgeschosses erheblich verstärkt.

### Contrescarpenkoffer
Der Contrescarpenkoffer (auch Grabenstreiche genannt) ist einstöckig und befindet sich in der äußeren Grabenwand an der Spitze des ausspringenden Winkels. Er ist auf den gewachsenen Fels aufgesetzt und nur frontseitig an diesen angebaut. Die Decke besteht aus Beton. Von der Decke führt das Glacis in einer Linie mit dem Batteriedeck talwärts. Der Contrescarpenkoffer beherrschte den Graben in beide Richtungen. Er bestand aus:
- 1 × Treppenhaus zur Poterne
- 1 × Bereitschaftsraum
- 1 × Abort
- 2 × Scheinwerferständen für 21-cm-Scheinwerfer
- 1 × Panzerkasematte für zwei Maschinengewehre und einen Leuchtpistolenstand
- 2 × Geschützräumen für je zwei 6-cm-Kasemattkanonen

### Nahkampfanlage
Die Nahkampfanlage befand sich am linken Kehlpunkt und war mit dem linken Ende des Kasemattblocks durch eine Betonpoterne verbunden. Sie deckte die Flanke zum Posten Vezzena und war ausgestattet mit:
- 1 × gepanzerter Scheinwerferstand für Scheinwerfer 35 cm
- 2 × Panzerkuppeln für je zwei Maschinengewehre
- 1 × Munitionsraum
- 1 × defensiblen Bereitschaftsraum
- 1 × Abort

Die Nahkampfanlage wurde im Laufe der Beschießungen völlig zerstört, die beiden Maschinengewehrkuppeln wurden herausgeschossen und lagen im Graben. Auch die Zugangspoterne wurde zweimal durchschlagen und durch den ständigen Beschuss gänzlich zerstört.

### Kehlkoffer
Der Kehlkoffer war direkt an den Kasemattblock angebaut und diente zur Sicherung der Rückseite des Kasemattblocks und des Eingangs. Er zog sich über das Erdgeschoss und das Obergeschoss hin. Im unteren Teil verfügte er über eine Panzerkasematte mit zwei Maschinengewehren zur Sicherung des Kehlgrabens, im oberen Teil lagen zwei Panzerkasematten mit je zwei Maschinengewehren zur Bestreichung des rückwärtigen Geländes. Über dem Kehlkoffer befand sich ein drehbarer gepanzerter Beobachtungsstand, der ebenfalls mit einem Maschinengewehr bestückt werden konnte.

### Traditorenbatterie
Am südlichen, rechten Kehlpunkt, wo die Verbindung vom Kasematt- zum Batterieblock begann, war die Traditorenbatterie (kurz Traditor genannt, auch: Zwischenraumstreiche) an den Kasemattblock angebaut. Hier befanden sich die beiden 8-cm-Minimalschartenkanonen, die den Zwischenraum nach Süden zum Werk Lusern sicherten.

## Werk Verle im Ersten Weltkrieg

### Besatzung
Als normierte Kriegsbesatzung waren Detachements des k.k. Landesschützen-Regiments „Trient“ Nr. I, des Festungsartilleriebataillons Nr. 6 aus Trient und Chiesa di Lavarone eingeteilt; insgesamt drei Offiziere sowie 233 Unteroffiziere und Mannschaften. Da sich diese Einheiten jedoch bei Kriegsausbruch mit Italien alle an der Ostfront befanden, griff man zunächst auf alles zurück, was gerade greifbar war. (Insgesamt standen für die gesamte Front nur die zweitklassigen Infanterie-Truppendivisionen Nr. 90–94, 49 Artilleriebatterien und geringe Kavalleriekräfte zur Verfügung.)
Die Notbesatzung für alle Werke bestand zuerst aus der 2. Kompanie des Festungsartilleriebataillons Nr. 1 aus Tenna (Bataillonskommandant Oberstleutnant Ludwig Pengov) und der 1.–4. Kompanie des Festungsartilleriebataillons Nr. 8 aus Haidenschaft und Wippach (Bataillonskommandant Oberst Alfred Langer). Die infanteristische Verteidigung aller Werke lag bei einem gerade zur Verfügung stehenden Marschbataillon des k.k. Landesschützen-Regiments Innichen Nr. III, wovon sich ein Detachement aus 50 Mann im Werk Verle befand. Nicht direkt zur Werksbesatzung, jedoch zur Nahverteidigung waren Standschützen der k.k.-Standschützen-Formation Folgaria-Sebastiano, Lavarone, Borgo und Lusern aufgeboten. Nach Norden hin zum Posten Vezzena schlossen sich dann eine Kompanie Tiroler Landesschützen, die Oberösterreichischen Freiwilligen Jungschützen, Standschützen aus Kitzbühel, aus Schwaz, dem Standschützenbataillon Sterzing und dem Standschützenbataillon Meran I an. Nachdem im Herbst 1915 bereits alle Geschütze bis auf eine Turmhaubitze und eine Minimalschartenkanone ausgebaut worden waren und auch wegen der im Winter abflauenden Kampftätigkeit, war die Besatzung bei Jahreswechsel 1915/16 bis auf ca. 50 Mann verringert worden. Das Artilleriekommando in den Werken lag beim Festungartilleriebataillon Nr. 6. (Wie alle einsatzfähigen Truppenverbände war auch das FstArtBaon Nr. 6 bei Kriegsbeginn zunächst an die Ostfront verlegt worden.) Festungskommandant war der Oberleutnant Julius Papak vom Festungsartilleriebataillon Nr. 5 aus Trient.

### Kampfhandlungen

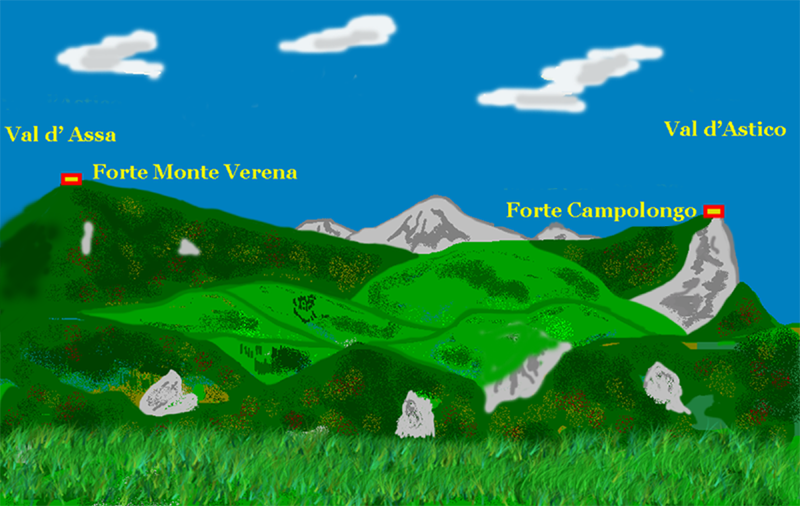
Lage der italienischen Forts Monte Verena und Campolongo von Werk Verle aus gesehen

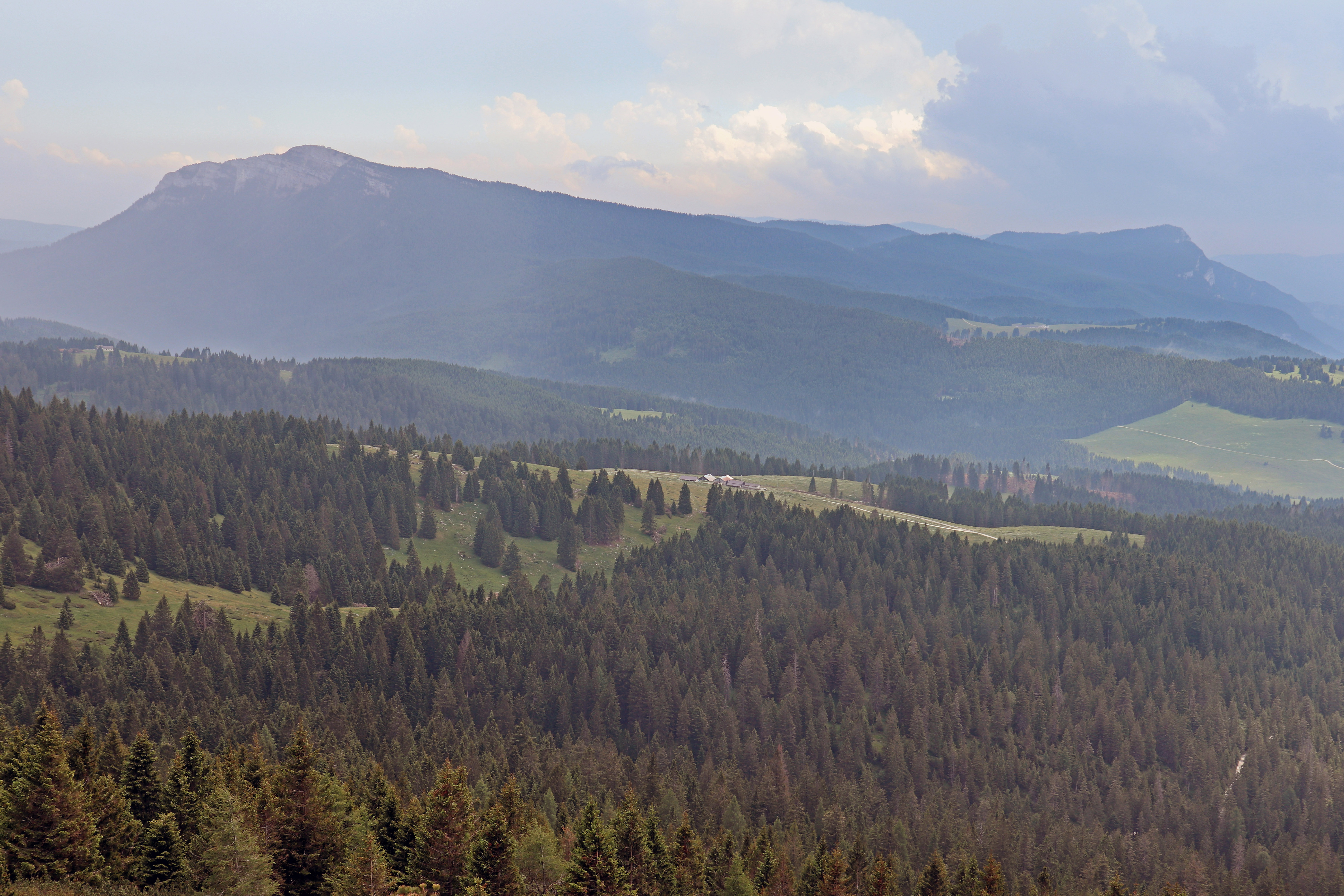
Blick vom Posten Vezzena zu den Forts Monte Verena (links) und Campolongo (rechts)

Verle wurde nach dem Kriegsbeginn bis hin zur österreich-ungarischen Offensive im Juni 1916 in mehreren Phasen massiv mit schwerer Artillerie beschossen: wohl seit dem 24. Mai zwischen 4:00 und 5:00 Uhr von den 14,9-cm-Kanonen der Forts Monte Verena und Campolongo, spätestens seit dem 26. Mai 1915 auch mit schweren 28-cm-Haubitzen sowie 21-cm-Haubitzen, seit dem 15. August auch mit 30,5-cm-Küstenhaubitzen der italienischen Marine.

### Zeitpunkt der ersten Beschießung
Der exakte Zeitpunkt des Beginns der ersten Beschießung ist umstritten. Während Hentzschel in seinem Werk „Festungskrieg“ diesen mit dem 26. Mai angibt, sprechen andere Quellen davon, dass das Forte Verena bereits am 24. Mai 1915 gefeuert habe. In der italienischen WP findet sich dazu unter „Forte Verena“ die Bemerkung: 

„Alle ore 4 del 24 maggio 1915 dal Forte Verena partì il primo colpo di cannone da parte italiana della Grande Guerra che sancì l'entrata del Regno d'Italia nel primo conflitto mondiale.“

„In der vierten Stunde des 24. Mai 1915 gab das Forte Verena den ersten Kanonenschuss des Weltkrieges auf italienischer Seite ab, mit dem das Königreich Italien in den ersten weltweiten Konflikt eintrat.“

### Trefferlage erste Beschießungsperiode
- 26. Mai 1915: Durchschlag einer 28-cm-Granate durch den Vorpanzer des Geschützturms Nr. II. Zwei Tote und zwei Schwerverletzte.
- 27. Mai 1915: 28-cm-Treffer auf Haubitzkuppel Nr. IV. Vier Verletzte.
- 28. Mai 1915: 28-cm-Treffer auf den Vorpanzer von Geschützturm Nr. I. Turm ließ sich nicht mehr drehen.
- 31. Mai 1915: Durchschlag in den Gang des Batterieblocks in Höhe von Turm Nr. IV
- 8. Juni 1915: Treffer auf den gepanzerten Scheinwerferstand der Nahkampfanlage
- 17. Juni 1915: Zwei Durchschläge im Gang des Kasemattblocks

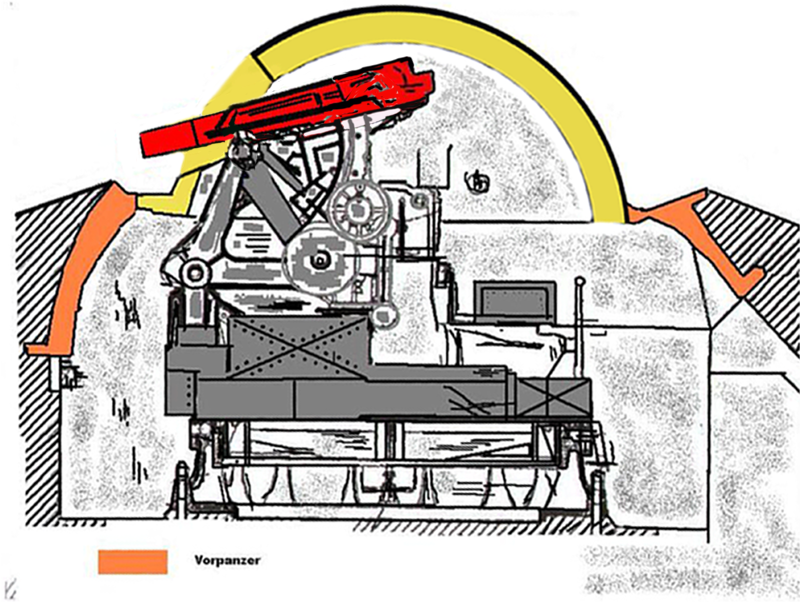
Vereinfachte Darstellung des Inneren eines Geschützpanzerturm mit Depressionslafette wie er im Werk Verle verwendet wurde. Der Höhenrichtbereich betrug von −15° bis +43°.

### Trefferlage zweite Beschießungsperiode
- 15. August 1915: Durchschlag einer 30,5-cm-Granate durch den Vorpanzer des Geschützturms Nr. III. Im Stahlring entstand ein Loch von 34 cm Durchmesser. Treffer auf dem drehbaren Beobachtungspanzerstand. Dieser wurde unbrauchbar. Durchschlag im Kasemattgang.
- 16. August 1915: Durchschlag durch die Decke des Batterieblocks zwischen Geschützturm Nr. IV und dem gepanzerten Beobachtungsstand. Drei Schwerverletzte. Erneuter Durchschlag durch den Vorpanzer von Geschützturm Nr. III. Ein Gefallener, zwei Schwerverwundete. Geschütz funktionsunfähig.
- 19. August 1915: Durchschlag durch den Vorpanzer von Geschützturm Nr. II
- 20. August 1915: Erneuter Durchschlag durch den Vorpanzer von Geschützturm Nr. II
- 22. August 1915: Direkter Feldgeschütztreffer auf die linke 8-cm-Kanone der Traditorenbatterie. Das Rohr wurde dadurch unbrauchbar.
- 23. August 1915: 30,5-cm-Durchschlag durch die Decke des Batterieblocks zwischen dem Geschützturm Nr. II und Nr. III in den Bereitschaftsraum. Drei Gefallene und sechs Schwerverletzte. Durchschlag in die Poterne zur Nahkampfanlage.
- 27. August 1915: Der frontseitige gepanzerte Maschinengewehrstand der Nahkampfanlage wurde durch einen 30,5-cm-Nahtreffer aus seiner Bettung gerissen und stürzte in den Frontgraben. Durchschlag in den Gang des Kasemattenblocks.
- 28. August 1915: Durchschlag durch die Decke über dem Bereitschaftsraum der Nahkampfanlage. Durchschlag durch den Zugangspanzer des zweiten gepanzerten Maschinengewehrstands der Nahkampfanlage. Dieser wurde ebenfalls herausgerissen und rutschte die Böschung hinunter. Durchschlag im Gang des Kasemattblocks. Treffer am Notausgang des Batterieblocks.
- 29. August 1915: Durchschlag durch die Gangdecke des Batterieblocks. Mehrere Gefallene und Schwerverletzte.
- 31. August 1915: Durchschlag durch die Decke der Poterne zwischen Kasematt- und Batterieblock. Durchschlag in den Gang des Batterieblocks im Bereich des Geschützturms II.
- 1. Septemberwoche 1915: Eine 30,5-cm-Granate traf auf den Spalt zwischen Panzerkuppel und Vorpanzer von Geschützturm Nr. IV. Die Granate drang durch und explodierte im Inneren des Panzerturms. Die Kuppel wurde in drei Teile zerrissen und herausgeschleudert. Die Geschützlafette wurde zerstört, das Geschützrohr jedoch unbeschädigt später auf dem Werksdeck aufgefunden. (Außer dieser einen wurde keine Panzerkuppel dieses Typs jemals zerstört. Spätere Untersuchungen ergaben einen Materialfehler im Guss.) Es waren keine Verluste zu beklagen.
- 31. Oktober 1915: Durchschlag durch die Decke des Kasemattblocks in die Telefonzentrale
- Ein Durchschlag im Gang des Kasemattblocks. Das genaue Datum ist nicht mehr feststellbar.

### Trefferbilanz
Vom 23. Mai 1915 bis zum 15. Mai 1916 (Beginn der Südtiroloffensive) wurden insgesamt 1710 Einschläge vom Kaliber 30,5 cm, 3125 vom Kaliber 28 cm und etwa 1200 vom Kaliber 21 cm gezählt. Die Trefferquote auf der Betoneindeckung lag bei etwa 60 %. Nicht in die Zählung aufgenommen wurden die Granaten vom Kaliber 14,9 cm und kleiner, die einerseits die Zugangswege abdeckten (Geschütze der Forts) und andererseits die Feldkanonen, die im direkten Beschuss die Geschütz- und Maschinengewehrscharten unter Feuer nahmen.
- 1872 schwere Einschläge gingen auf die Betondecke
- 55 schwere Einschläge trafen die Stahlpanzerung
- 28 Treffer lagen auf den Kuppeln (kein Durchschlag) und den Vorpanzern
- Der Vorpanzer von Geschützturm Nr. II wurde dreimal durchschlagen
- Der Vorpanzer von Geschützturm Nr. III wurde zweimal durchschlagen
- Die Betondecke wurde 16 Mal durchschlagen (12 × die Decke über dem Gang, 3 × die Decke über den Bereitschaftsräumen, 1 × die Decke über der Telefonzentrale).

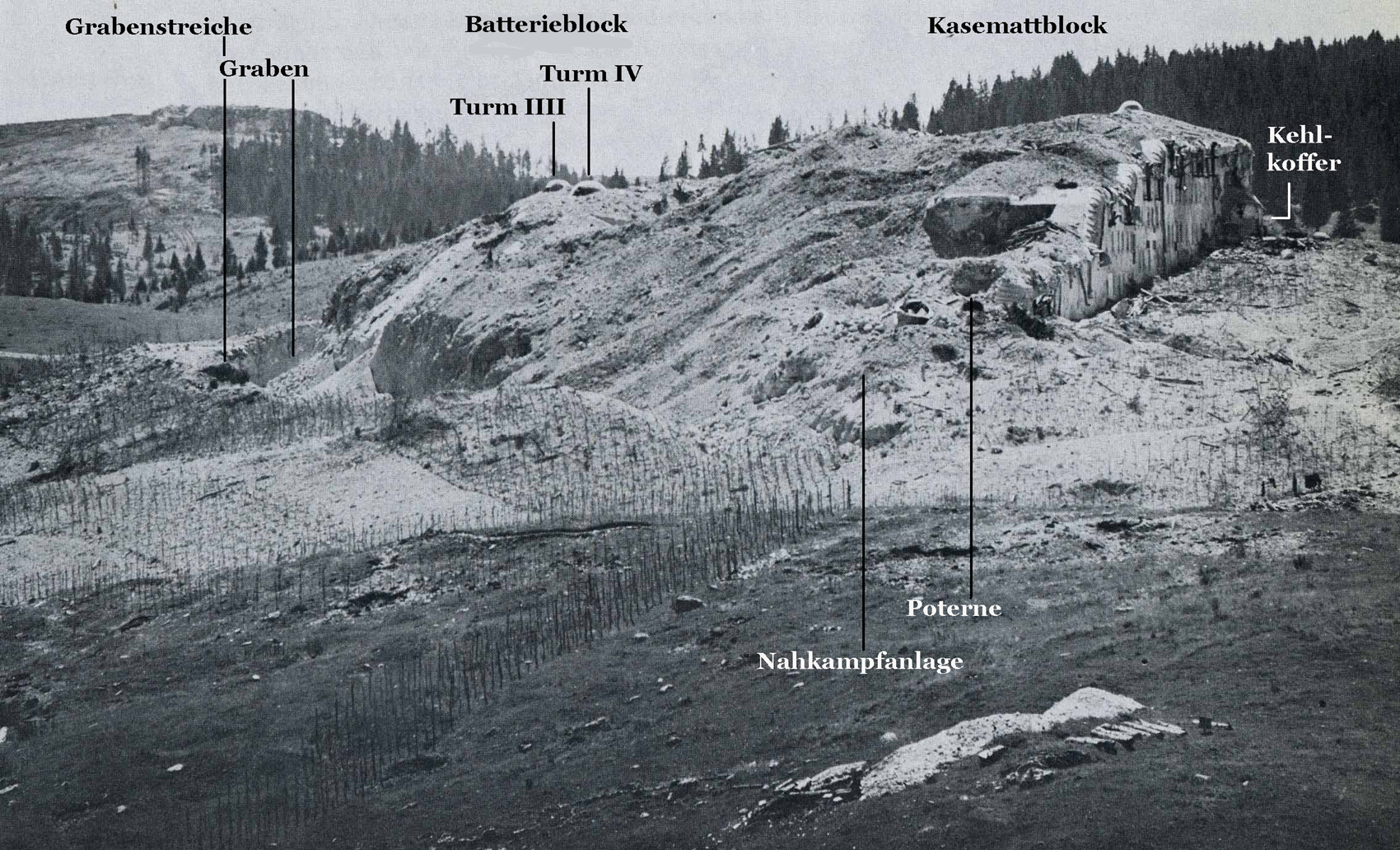
Ansicht des Werkes von Norden. Das genaue Datum der Aufnahme ist nicht feststellbar, entweder vor September 1915 (Kuppel IV ist noch intakt) oder nach Juli 1916 (Kuppel IV als Scheinkuppel aus Beton)

Das Werk wurde jetzt geräumt, die Geschütze ausgebaut und in Feldstellungen verbracht.

### Infanterieangriffe
- 30. Mai 1915: Angriff durch das Alpinibataillon „Bassano“. Dieser konnte abgewiesen werden.
- 24. August 1915: Vergeblicher Angriff durch Teile der Infanteriebrigade „Ivrea“

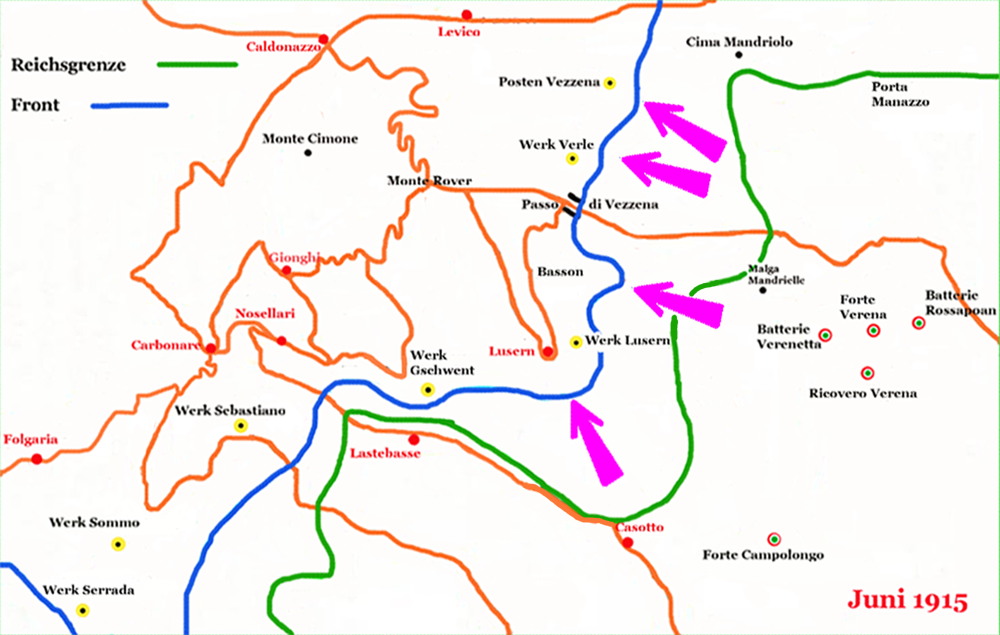
Situation von Mai 1915 bis Juni 1916

### Ausbau der Geschütze
Nachdem sich herausgestellt hatte, dass die Eindeckung des Werkes gerade eben noch den 28-cm-Granaten, jedoch nicht mehr den 442 kg schweren 30,5-cm-Granaten widerstehen konnte, begann man am 24. August 1915 mit dem Ausbau der kostbaren Geschütze, um diese in verteilten Feldstellungen zu positionieren. Als erstes wurde das Geschütz des Turmes Nr. II ausgebaut und hinter dem Werk an der Malga Cima di Verle aufgestellt (die sog. Halbbatterie Malga di Cima Verle). Das zweite noch verwendbare Geschütz (aus dem Turm Nr. I) wurde ebenfalls ausgebaut und am 1. September in der Nähe von Geschütz Nr. II aufgestellt. Ende des Monats waren sie feuerbereit. Bis zum Ende Oktober waren für die beiden beschädigten Geschütze Nr. III und Nr. IV die Ersatzteile (Nr. III Rohr, Nr. IV–Lafette) eingetroffen. Diese wurden in eine Feuerstellung auf 1558 m hinter dem Costa alta (Halbbatterie Costa alta Nord) aufgestellt. Die durch in den Graben gestürzten Schutt nutzlos gewordenen 6-cm-Kanonen der Grabenstreiche erhielten eine neue Stellung nahe dem Infanteriestützpunkt Basson, ca. 1,2 km südöstlich von Verle und waren Ende September einsatzbereit. Die durch einen Treffer auf das Rohr zeitweilig unbrauchbar gewordene 8-cm-Kanone aus dem Traditor erhielt einen neuen Platz beim Infanteriestützpunkt Nr. 50 nördlich des Werkes nahe dem Posten Vezzena. Nachdem im Dezember ein Ersatzrohr eingetroffen war, war auch dieses Geschütz wieder verwendungsfähig. Somit befanden sich im Werk nur noch die rechte 8-cm-Minimalschartenkanone und einige Maschinengewehre. In diesem Zustand blieb es jedoch weiterhin besetzt, wenn auch die Besatzung stark verringert wurde.

### Bauliche Verstärkungen
Nach dem 25. Juli flaute der Beschuss zunächst ab. In dieser Zeit konnten die Geschützkuppeln repariert und wieder einsatzfähig gemacht werden. Bereits während der Feuerpausen und des Nachts waren die Einschlagtrichter immer wieder mit schnell abbindendem Beton aufgefüllt worden. Jetzt verstärkte man die Werkdecke zusätzlich von außen durch eine einen Meter starke Zerschellerschicht aus Schottersteinen in Drahtkörben (Gabione). Die Ringräume in den Geschützbrunnen der Turmhaubitzen wurden ausbetoniert und so versucht, die zu schwachen Vorpanzer zu verstärken. Da es nicht möglich war, unter Feindeinsicht die nunmehr äußerst dringend gewordenen Sicherungen der Werksdecken im Freien auszuführen, ging man dazu über, dies im Inneren zu bewerkstelligen. Es begannen umfangreiche Verstärkungsmaßnahmen, indem man die Decken im Batterieblock von unten her durch das Einziehen dicht an dicht gesetzter 30-cm-I-Träger sowie das fortgesetzte Verstärken mit Hilfe von Beton sicherer zu machen glaubte. Das führte so weit, dass an manchen Stellen die lichte Höhe der Gangdecken im Batteriedeck von 2,60 auf 1,70 Meter absank. Im Kasemattblock wurden auf die Fußböden der Kasematten im oberen Stockwerk, in denen sich niemand mehr aufhalten konnte, eine einen Meter hohe Betonschicht aufgebracht. Nachdem die Poterne vom Kasemattblock zum Batterieblock zusammengeschossen worden war, trieb man einen neuen Gang durch den gewachsenen Fels vom Keller des Kasemattblocks bis zur fixen Beobachtungskuppel im Batterieblock. Der geplante 150 m lange Materialstollen von der Kehle nach rückwärts, der die Personalverluste auf der unter ständigem Feuer der Geschütze von Monte Verena und Monte Campolongo liegenden Werkstraße unterbinden sollte, wurde zwar von beiden Seiten begonnen, jedoch nicht mehr fertiggestellt. Geplant war, die beiden Haubitzen der Stellung Costa alta mit Geschützpanzerkuppeln des modernen Typs M14 des nicht mehr fertiggestellten Werks Valmorbia auszustatten. Nachdem man bereits mit dem Transport der Vorpanzer begonnen hatte, musste das Unterfangen wegen der zu diesem Zeitpunkt nicht zu überwindenden technischen Schwierigkeiten aufgegeben werden.

### Letzter Einsatz
Bei Beginn der Offensive im Jahre 1916 war die Haubitze von Turm Nr. I wieder eingebaut worden, Dazu kamen zwei 9-cm-Minenwerfer (einer davon im Geschützbrunnen von Turm Nr. IV, der durch die herausgeschleuderte Panzerkuppel jetzt nach oben offen war) und das verbliebene 8-cm-Traditorengeschütz. Diese Geschütze feuerten vor Beginn der Offensive auf die italienischen Stellungen.
Nachdem sich die Front dauerhaft in Richtung Süden verschoben hatte, wurden umfangreiche Instandsetzungsmaßnahmen durchgeführt. Die Panzertürme Nr. I, II und III wurden wieder einsatzfähig gemacht, über den Geschützbrunnen Nr. IV wurde eine Scheinkuppel aus Beton gebaut. Es kam hier jedoch zu keinen Kampfhandlungen mehr.

Fritz Weber (hier als Leutnant) mit der bronzenen und der großen silbernen Tapferkeitsmedaille

### Munitionsverbrauch
Bis zu dem Zeitpunkt im Mai 1916, als das Werk nicht mehr im unmittelbaren Frontbereich lag, hatte es an Artilleriemunition verfeuert:
- 12.927 Schuss 100 mm der Turmhaubitzen
- 6.541 Schuss 80 mm der Traditorenbatterie

### Personalverluste
Im Fort fielen während der Kampfhandlungen 13 Soldaten. Wie viele der weggebrachten Schwerverletzten noch verstarben, ist nicht bekannt.

### Die Affäre Giebermann
Nachdem bereits am ersten Tag der Beschießung eine 28-cm-Granate den Vorpanzer von Turm II durchschlagen und dies zwei Gefallene gefordert hatte, sah sich der als labil beschriebene Werkskommandant Oberleutnant Alfred Giebermann veranlasst (Giebermann saß während der Beschießung die meiste Zeit apathisch im Kellergeschoss oder Kehlkoffer), wegen Unhaltbarkeit des Werkes am 26. Mai gegen 20:00 Uhr beim Sperrkommandanten Major Jelinek die Räumung zu beantragen (den diesbezüglichen Vorhaltungen der übrigen Offiziere schenkte er keine Beachtung). Bisher war lediglich die Haubitze Nr. II ausgefallen, sonst hatte es noch keinen weiteren Durchschlag gegeben. Der Sperrkommandant erteilte die Genehmigung, ohne dass die Lage geprüft wurde. Gegen 22:00 Uhr gab Giebermann bekannt, dass die Anlage geräumt würde. Es sollten lediglich 42 Freiwillige zur Nahverteidigung im Werk bleiben, der Rest in die etwa 700 Meter rückwärts gelegene Kaserne abrücken. Die Fähnriche Weber und Knöpfmacher meldeten sich daraufhin freiwillig und blieben mit weiteren 40 (oder 42?) Mann zur Nahverteidigung zurück.
Am 27. Mai gegen 18:00 Uhr (nachdem der Oberleutnant Giebermann sich außerstande gesehen hatte, weitere Befehle zu geben) kehrte der Leutnant Papak aus eigenem Entschluss in das Werk zurück und übernahm dort das Kommando. Zwischen dem 28. und dem 30. Mai war das Werk Verle wieder voll besetzt und so weit einsatzbereit. Er wurde anschließend mit der provisorischen Führung betraut und ab August 1915 auch offiziell zum Werkskommandanten ernannt. Die Italiener hatten von dem Vorfall nichts bemerkt.
Da der Oberleutnant Giebermann sich weigerte, wieder mit einzurücken, (ob er daraufhin zunächst verhaftet wurde, wie gelegentlich angegeben, ist nicht sicher belegt) wurde er stattdessen zunächst krankgeschrieben „da er nicht mehr Herr seiner Sinne gewesen sei“ und in ein Militärspital nach Trient verlegt. Er wurde nicht von einem Kriegsgericht angeklagt, da ihm ein sachverständiger Arzt eine vorübergehende Unzurechnungsfähigkeit bescheinigte. Mehr oder weniger irrtümlich erhielt er auf Vorschlag des Major Jelinek das Militärverdienstkreuz III. Klasse verliehen und wurde nach seiner Genesung zur Mörserbatterie 14 an die Ostfront versetzt. Bei Kriegsende war er Batteriekommandant.
Nachdem die Auszeichnung Giebermanns bei den Offizieren der Sperre bekanntgeworden war und für erhebliche Unruhe gesorgt hatte, erhielt auch der Leutnant Papak das Militärverdienstkreuz III. Klasse und die Fähnriche Weber und Knöpfmacher die bronzene Tapferkeitsmedaille – Knöpfmacher wurde letztendlich ebenfalls mit dem Militärverdienstkreuz III. Klasse ausgezeichnet.

## Heutiger Zustand
Nachdem das Werk bereits während der Kampfhandlungen schwer beschädigt worden war, ging man in der Mussolini-Ära, bedingt durch das Stahlembargo gegen Italien anlässlich des Krieges in Abessinien daran, die Stahlbewehrung aus dem Beton zu entfernen. Durch die dazu notwendigen Sprengungen ist das Bauwerk heute völlig ruinös und dem Verfall preisgegeben. Das Betreten ist verboten.

## Literarische Umsetzung
Der Schriftsteller Fritz Weber war als Fähnrich im Fort stationiert und schilderte 17 Jahre später in seinem Buch Granaten und Lawinen (1932) seine Erlebnisse, die Kämpfe um das Werk Verle sowie das Leiden der Fortbesatzung eindringlich. 1937 erschien unter dem Namen des Schriftstellers und Schauspielers Luis Trenker, der gleichfalls im Werk Verle stationiert war, der autobiographische Roman Sperrfort Rocca Alta in dem die Kämpfe und Geschehnisse um das Fort ebenfalls beschrieben werden.